# Roman Schowkun
Roman Schowkun (ukrainisch Роман Шовкун) ist ein ehemaliger ukrainischer Bogenbiathlet und Skilangläufer.
Roman Schowkun erreichte seinen ersten internationalen Erfolge bei den Bogenbiathlon-Weltmeisterschaften 2003 in Krün. An der Seite von Jurij Dmytrenko, Wolodymyr Ossadtschyj und Serhij Mychajlenko hinter der russischen und vor der slowenischen Staffel die Silbermedaillen. Ein Jahr später wiederholte er den Erfolg in Pokljuka und gewann mit der Ukraine hinter Russland und Slowenien in der Besetzung Wolodymyr Ossadtschyj, Anatolij Lebeda, Roman Schowkun und Serhij Mychajlenko die Bronzemedaille. Im Sprint wurde er Sechster, im Verfolgungsrennen Achter sowie im Massenstart Neunter.
Im Skilanglauf nahm er 2000 an den Juniorenweltmeisterschaften im Nordischen Skisport teil und wurde in Štrbské Pleso 56. des Freistil-Sprints. Über diese Strecke wurde er 2001 in Karpacz-Szklarska 83. 2001 und 2002 startete er bei mehreren FIS-Rennen.